# Copywriter
Copywriter är ett yrke inom reklam- och PR-branschen, och betecknar en kreatör med huvudansvar för text. Titeln kommer från engelska och kan översättas till manusskribent. Copywriter finns belagt från 1937.
På en reklambyrå arbetar ofta flera personer med olika reklamyrken tillsammans i en arbetsgrupp. En copywriter kan då arbeta tillsammans med en art director, som har huvudansvar för bild och layout, en produktionsledare med ansvar för budget och leveranstider samt en projektledare med ansvar för kundkontakter och övergripande ekonomiskt ansvar. Copywriterns och art directorns gemensamma uppgift som kreatörer är att komma på en idé som lösning på kundens kommunikationsuppdrag, oftast en idé där bild och text utnyttjas i kombination. När idén väl tagits fram ansvarar copywritern för textinnehållet och art directorn för formgivningen. En chef för en reklambyrås copywriters och art directors brukar betecknas creative director och brukar själv vara en senior copywriter eller art director.
Copywriters finns även på webbyråer, internt på företag eller som frilansare. 
Exempel på den typ av reklam som en copywriter kan arbeta med är annonser i dagspress, veckopress och magasin, utomhusreklam eller affischer på stortavlor, busshållplatser, bussar, tunnelbanor, spårvagnar, idé och manus till reklamfilm för bio och television, idé och manus till radioreklam, direktreklam (DR) och direktmarknadsföring (DM), butiksreklam, broschyrer och foldrar, webbsidor, sökmotoroptimering (SEO), sökmotormarknadsföring (SEM), webbannonser och kampanjhemsidor.